# Blake-Knoten
Der Blake-Knoten ist ein Klemmknoten, der beim seilunterstützten Baumklettern gebräuchlich ist. Damit das lose Ende nicht durchrutschen kann, wird es mit einem Stopperknoten gesichert.

## Geschichte
Heinz Prohaska stellte den Knoten erstmals 1981 vor. Er nannte ihn „gesteckter Wickelknoten“ oder „tucked coil hitch“, der im Grunde eine Variante von Clifford Ashleys #1470 mit mehreren Wicklungen ist. 1990 beschrieb er ihn ein weiteres Mal in der Höhlenkletterer-Zeitschrift Nylon Highway. Getrennt davon stellte Jason Blake den Knoten 1994 in einem Brief an das Magazin Arborist World der Baumkletter-Welt vor. Der Knoten wurde forthin in Fachkreisen als Blake’s hitch verbreitet und erlangte unter diesem Namen Bekanntheit.

## Anwendung
Der Knoten kann zum Auf- und Abstieg am Kletterseil benutzt werden.

## Knüpfen

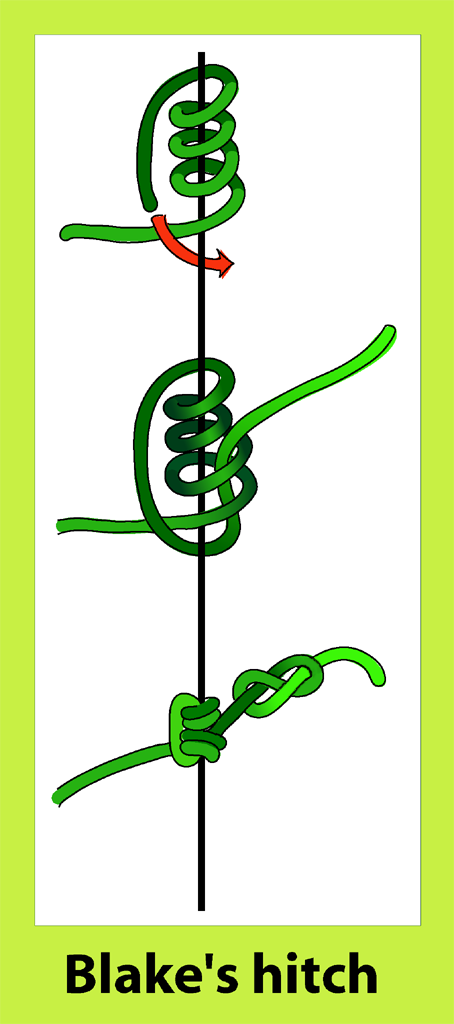
Der linksgeknüpfte Blake-Knoten

Das lose Ende dreieinhalb bis sechseinhalb mal um das Kletterseil wickeln. Dann das Ende unter den ersten zwei Wicklungen am Kletterseil entlangführen und zwischen der zweiten und der dritten Wicklung rausziehen. Einen Stopperknoten am Ende machen und ihn nah an den Wicklungen festziehen.
In der Praxis ist es hilfreich, den Daumen in die ersten zwei Wicklungen mit einzuwickeln, um später das Ende leichter einfädeln zu können.
Falls der Knoten wegen eines rutschigen Kletterseils nicht sicher hält, sollte eine weitere Wicklung hinzugefügt werden. Das Ende wird weiterhin unter die letzten zwei Wicklungen geklemmt. Wenn das „Wickelseil“ nicht gut hält, weil es z. B. zu starr ist, sollte noch eine weitere Wicklung angebracht und das Ende darunter eingeklemmt werden. Damit wird mehr „Angriffsfläche“ erzielt, welche das Tragseil besser klemmen kann.

## Abwandlungen

### Blake-Schlaufe
Als Blake-Schlaufe, also ein Blake-Knoten auf sein eigenes stehendes Ende geknüpft, ist er zum Erstellen von Augen mit hohen Bruchlasten geeignet. Die Blake-Schlaufe ist eine der Schlaufenknoten mit der geringsten Bruchlastreduzierung, also hoher Knotenfestigkeit. Lingens hat mit Reepschnur vom Durchmesser 8 mm eine um 50 % höhere Bruchlast als mit der Achterknoten-Schlaufe festgestellt.
Beim Aktionsklettern wird der Blake-Knoten statt zum Auf- und Abstieg vor allem zum Spannen von Transparenten, Traversen und ähnlichem verwendet. Dabei wird das lose Ende durch eine Öse geführt und dann der Knoten um den ersten Teil des Seiles gewickelt. Auf diese Weise kann einfacher nachgespannt werden als z. B. mit dem Schmetterlingsknoten.

## Alternativen

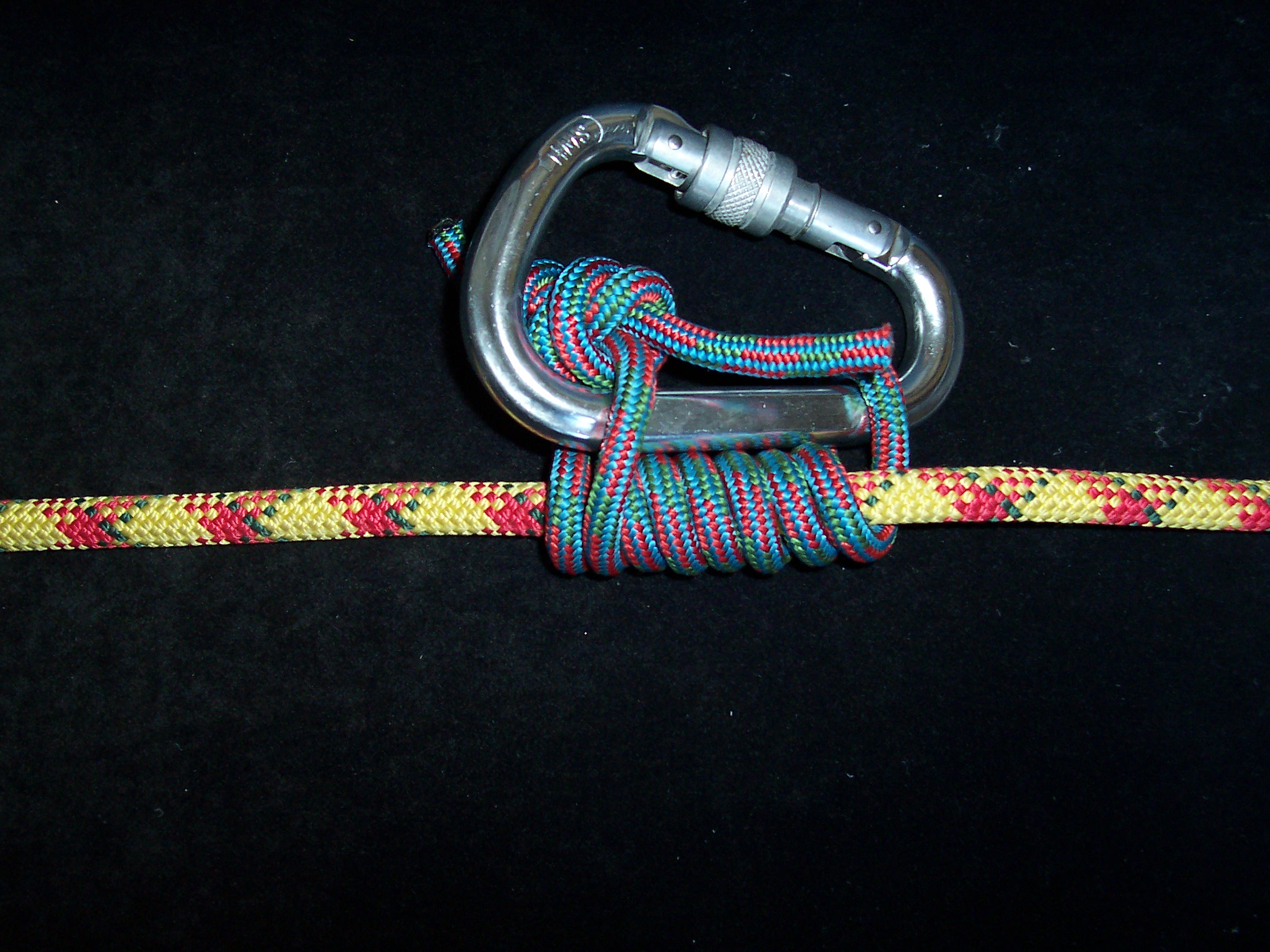
Haltegriff „Blocker“ nach ABoK# 505

- Beim Klettern wird die Prusikschlinge verwendet.
- In der Seefahrt wird mit einem Seilstrang der Stopperstek verwendet.
- Mit einer Bandschlinge wird auch der FB-Bandklemmknoten verwendet.
- Eher selten wird der Kreuzklemmknoten verwendet.
- Soll der Karabiner als Haltegriff dienen, muss ein „Blocker“  mit einer Reepschnur um das Seil gewickelt werden. Der Karabiner wird nur am ersten und letzten Auge durchgeführt.

## Belege
1. ↑  Nylon Highway. Nr. 30, 1990, S. 3 (caves.org [PDF; 1,5 MB; abgerufen am 16. Oktober 2015]).
2. ↑  Blake’s Hitch. In: Animated Knots by Grog. Abgerufen am 16. Oktober 2015.
3. ↑  Mark Adams: Son of a Hitch: A Genealogy of Arborists’ Climbing Hitches. In: Arborist News. April 2005 (treebuzz.com [PDF; 2,4 MB; abgerufen am 16. Oktober 2015]).
4. ↑  Dirk Lingens: Baumknoten für Kletterer und Bodenleute. 6. überarbeitete und erweiterte  Auflage. schlauverlag, Stockelsdorf 2017, ISBN 978-3-9810417-3-6.